# Kazimierz Wrzosek
Kazimierz Wrzosek (ur. 12 kwietnia 1942 we Wrzoskach) – polski tancerz i baletmistrz.

## Życiorys
Ukończył z wyróżnieniem naukę w Państwowej Szkoły Baletowej w Warszawie (1962) oraz pedagogikę baletu na Akademii Muzycznej w Warszawie. Karierę tancerza rozpoczynał w Operze Bałtyckiej, gdzie pracował w latach 1962–1969. Tam zadebiutował w Kniaziu Igorze. W latach 1969–1971 związany był z Operą w Bydgoszczy, a następnie z Teatrem Wielkim w Łodzi (1971–1983), gdzie początkowo był solistą, następnie pierwszym solistą i pierwszym tancerzem. W latach 1983–1989 związany był z Teatrem Muzycznym w Gdyni, do 1988 jako kierownik baletu, a następnie jako tancerz. W 1989 przeszedł na emeryturę, by następnie w latach 1997–2000 związać się, jako kierownik baletu, ponownie z Teatrem Wielkim w Łodzi. W latach 2000–2003 był korepetytorem baletu w Operze Bałtyckiej w Gdańsku.
Występował m.in. w Giselle, Gajane, Królewnie Śnieżce, Córce źle strzeżonej, Zielonym stole, Coppeli, Medei, Ognistym Ptaku, Jeziorze łabędzim, Dziadku do orzechów i Orfeuszu

## Wyróżnienia
- Krzyż Kawalerski Orderu Odrodzenia Polski,
- Srebrny Medal „Zasłużony Kulturze Gloria Artis”,
- Statuetka Terpsychory – Nagroda Sekcji Tańca i Baletu ZASP[2].